# Темерлик (река)
Темерлик каз. Темірлік — река в Алматинской области Казахстана в бассейне реки Или. Длина реки 57 километров, площадь бассейна 523 км². Снегово-ледниковое питание, исток на южном склоне хребта Кетмень, впадает в реку Чарын.
Темирлик относится к рекам смешанного типа питания. Половодья и паводки в реке продолжаются с апреля по июнь. Уровни воды и расходы весьма неравномерны по сезонам года. Расходы воды, например, в мае, июне превышают осенние и зимние в четыре-пять раз.
Река Темерлик используется для целей орошения и для лесосплава. Она может иметь также и большое гидроэнергетическое значение.
Темерлик — река, которая преобразовалась в каньон, расположенный в 10 километрах от Долины замков. В Темирлике имеются скальные прижимы и журчащие водопады, а по дну каньона тянется ярко-зеленая лесополоса. Среди деревьев особое место в Темирлике занимают тополя и ясени. Последние в долине произрастают в довольно крупных размерах. Также в каньоне можно встретить саксаульник реликтовый и заросли барбариса. Собрать спелые плоды барбариса в Темирлике можно осенью — с сентября по октябрь. Из травянистых растений чаще всего здесь можно увидеть цветки лекарственного эфедра. В протекающей узкой реке можно найти большое количество «голого османа». Животный мир здесь представлен зайцами, козами и джейранами. На территории обитают также и птицы — кеклики и фазаны.